# Milan Nakonečný
Milan Nakonečný (* 8. února 1932 Horažďovice) je český psycholog, historik, profesor, autor řady vysokoškolských učebnic a přední česká autorita na okultní tradici, především pak na český hermetismus. Byl též prvním předsedou obnovené tradiční české společnosti hermetiků Universalia.

## Život
Narodil se v Horažďovicích jako jediný syn ukrajinského právníka. Vystudoval v roce 1958 pedagogiku a psychologii na Vysoké škole pedagogické v Praze, a v roce 1967 klinickou psychologii na Filozofické fakultě Univerzity Karlovy. V letech 1968–1969 byl na studijním pobytu v německém Mnichově.
Zaměstnán byl nejprve jako dětský psychodiagnostik, posléze jako vysokoškolský pedagog. Na počátku období normalizace byl z vysoké školy (FF UK) z politických důvodů propuštěn. V letech 1970–1972 působil jako psycholog v krajské manželské poradně v Českých Budějovicích, v letech 1975–1985 pak jako středoškolský pedagog na Střední pedagogické škole v Soběslavi a v letech 1985–1989 opět v dětském psychodiagnostickém ústavu, tentokráte v Českých Budějovicích.
Po Sametové revoluci působil v rámci Občanského fóra v Táboře. V roce 1990 se vrátil jako pedagog na Filozofickou fakultu UK, kde vedl katedru andragogiky a personálního řízení. V současnosti vyučuje na Teologické fakultě Jihočeské univerzity v Českých Budějovicích a na Vysoké škole obchodní a žije v Táboře.
Milan Nakonečný je autorem dlouhé řady odborných knih a článků z oblasti psychologie. Napsal však též několik knih a článků o fenoménu magie, články věnující se zejména dějinám 1. republiky, a knihu o organizaci Vlajka.
V únoru 2022 mu strana Národní demokracie udělila čestné členství.

## Dílo
Výběr
- Průvodce dějinami psychologie, Praha: SPN, 1995.
- Sociální psychologie, Praha. Academia, 1999, s. 287.
- K psychologii a perspektivám českého fašismu. In: T. Pasák – Český fašismus 1922–1945 a kolaborace 1939, Praha. Práh, 1999, str. 393–420.
- Psychologie osobnosti, Praha. Academia, 2000, s. 336.
- Lidské emoce, Praha. Academia, 2000, s. 335.
- Lexikon magie, Praha. Ivo Železný, 2001, s. 398.
- Vlajka – k historii a ideologii českého nacionalismu, Chvojkovo nakladatelství. Praha, 2001, s.332; 2. vyd. Sol Noctis, Zvolen 2021, s. 472.
- Fenomenologická psychologie, In: Psychologie XX. století, Univerzita Karlova. Praha, 2002, s. 50–60.
- Humanistická psychologie, In: Psychologie XX. století, Univerzita Karlova. Praha, 2002, s. 70–75.
- Transpersonální psychologie, In: Psychologie XX. století, Univerzita Karlova. Praha, 2002, s. 60–70.
- Úvod do psychologie, Praha. Academia 2003, s. 507.
- Magie v historii, teorii a praxi, Vodnář, Praha 1999.
- Psychologie osobnosti, Academia, Praha 2000.
- Úvod do psychologie, Academia, Praha 2003.
- Encyklopedie obecné psychologie
- Motivace lidského chování, Academia, Praha 1996, s. 270.
- Novodobý český hermetismus (rozšířené vydání Eminent, Praha 2009)
- Psychologie téměř pro každého
- Smaragdová deska Herma Trismegista
- Základy psychologie
- František Mareš : vědec, filosof a národovec